# Natan Bernardo de Souza
Natan Bernardo de Souza, mais conhecido como Natan (Itapecerica da Serra, 6 de fevereiro de 2001), é um futebolista brasileiro que atua como zagueiro. Atualmente joga pelo Real Betis.

## Carreira

### Início
Natan nasceu em Itapecerica da Serra, em São Paulo, mas se mudou para Serra, no município do Espírito Santo, com somente um ano de idade. Caçula de quatro irmãos, sendo um com deficiência cerebral após sofrer uma queda quando criança, Natan passou por dificuldades na infância e embarcou no futebol como uma oportunidade de ajudar sua família. Começou na Escolinha Aert, passando posteriormente pelo Rio Branco e pelo Porto Vitória, até passar em uma peneira da Ponte Preta e se mudar para Campinas com 14 anos ainda atuando como lateral-esquerdo, em 2015. Mas acabou dispensado do clube em 2016, após somente um ano.
Chegou a ficar desanimado e pensou em largar o futebol, mas surgiu a oportunidade de fazer um teste no Flamengo aos 16 anos em 2017, e após ser deslocado para a posição de zagueiro devido a sua altura elevada, Natan passou nos testes do clube depois de quatro dias. Logo firmou-se nos times de base, sendo capitão das equipes e ganhando muitos títulos, em especial no ano de 2019, quando conquistou cinco títulos pelo clube na categoria Sub-20.

### Flamengo
Natan fez sua estreia pelo Flamengo no empate de 1–1 contra o Palmeiras pelo Campeonato Brasileiro no dia 27 de setembro de 2020, quando subiu ao time principal às pressas devido ao surto de Covid-19 no elenco.
No dia 7 de outubro, após boas atuações no rubro-negro, renovou seu contrato até o fim de 2024, com multa rescisória de 70 milhões de euros (464 milhões de reais) para clubes estrangeiros.
Marcou seu primeiro gol como profissional no dia 18 de outubro de 2020, na vitória por 5–1 sobre o Corinthians na 17ª rodada do Campeonato Brasileiro de 2020, na Neo Química Arena.

### Red Bull Bragantino

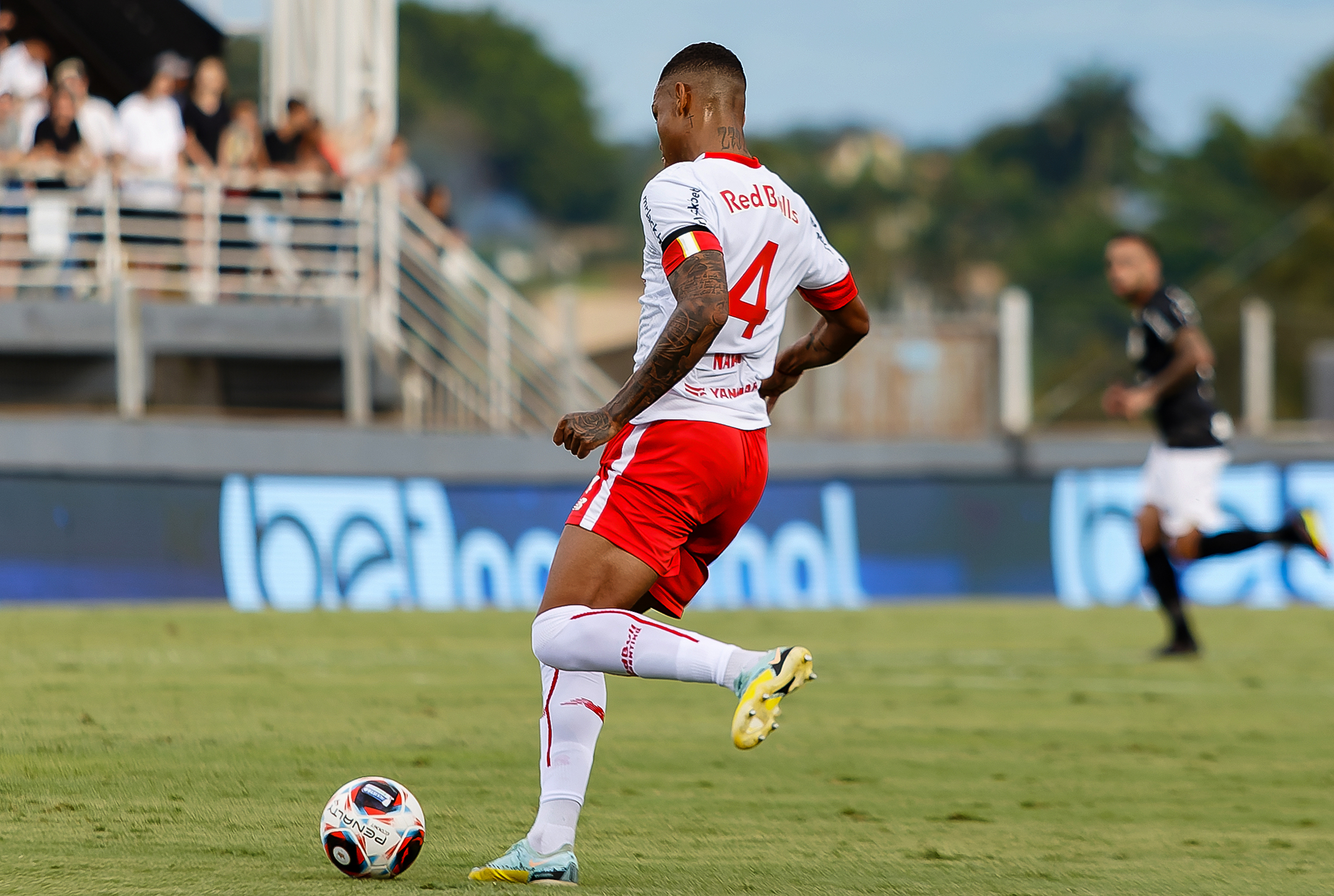
Natan atuando pelo em 2023

No dia 15 de março, foi concretizado seu empréstimo ao RB Bragantino por 5 milhões de reais, com uma cláusula de obrigação de compra de 22 milhões de reais caso Natan atuasse em 20 jogos oficiais pelo clube. O Flamengo matinha tem 60% dos diretos econômicos do jogador e os 22 milhões eram equivalentes a 48% dos direitos econômicos. Caso houvesse a compra o rubro-negro ficaria com 12% para uma futura negociação.
Foi anunciado oficialmente no dia 24 de março e fez sua estreia pelo Massa Bruta no dia 10 de abril, na vitória por 2–1 sobre o São Bento em jogo válido pela 5a rodada do Campeonato Paulista.
Na vitória sobre o Palmeiras por 4–2 em 9 de outubro, Natan foi titular e atingiu o 20º jogo atuando por mais de 45 minutos pelo Massa Bruta, condição que se atingida, obrigava o Bragantino a exercer sua compra definitiva. Em 22 de janeiro de 2022, foi anunciada a sua compra definitiva e que seu novo contrato com clube iria até dezembro de 2026.
Fez seu primeiro gol pelo Bragantino em 6 de março de 2022, na vitória de 2–0 sobre o Botafogo-SP, ajudando o clube a se classificar para as quartas de finais do Campeonato Paulista. Em 20 de março, foi afastado pelo Bragantino das atividades futebolísticas por 60 dias devido à alterações em seus exames cardíacos. Após ser analisado em abril, foi constatado que a alteração apresentada não era grave e não impediria Natan de jogar. Fez um dos gols de seu time na goleada de 4–0 sobre o Atlético Goianiense, na 2ª rodada do Brasileirão. Ao todo foram 104 partidas pelo Bragantino e três gols marcados.

### Napoli
O Napoli oficializou em 7 de agosto de 2023 a contratação de Natan, a negociação girou em torno dos 10 milhões de euros (53 milhões de reais). Ele assinou contrato de cinco temporadas, até junho de 2028.
Fez sua estreia em 20 de setembro, na vitória por 2–1 sobre o Braga na primeira rodada da Liga dos Campeões, entrando nos minutos finais.
Real Betis
Em Agosto de 2024 o Napoli fechou um empréstimo do jogador Natan com o Real Betis. 
Em Junho de 2025 após boas atuações pelo clube espanhol durante o período de empréstimo o Natan foi oficializado como jogador do Real Betis.

## Seleção Brasileira

### Sub-20
Natan foi convocado para a Seleção Sub-20 pelo técnico André Jardine no dia 24 de novembro de 2020, para disputar um pequeno torneio entre seleções da Sul-americanas entre os dias 12 e 18 de dezembro, visando a preparação da equipe para o Sul-Americano da categoria.
Apesar da convocação, Natan foi liberado pela CBF à pedido do Flamengo, que contava com o atleta para a disputa das partidas decisivas do Brasileirão de 2020.

## Estatísticas
Atualizadas até 2 de março de 2024.

### Clubes
| Equipe              | Temporada         | Campeonato nacional | Campeonato nacional | Campeonato nacional | Copa nacional[a] | Copa nacional[a] | Copa nacional[a] | Competições continentais[b] | Competições continentais[b] | Competições continentais[b] | Outros torneios[c] | Outros torneios[c] | Outros torneios[c] | Total | Total | Total   |
| Equipe              | Temporada         | Jogos               | Gols                | Assist.             | Jogos            | Gols             | Assist.          | Jogos                       | Gols                        | Assist.                     | Jogos              | Gols               | Assist.            | Jogos | Gols  | Assist. |
| ------------------- | ----------------- | ------------------- | ------------------- | ------------------- | ---------------- | ---------------- | ---------------- | --------------------------- | --------------------------- | --------------------------- | ------------------ | ------------------ | ------------------ | ----- | ----- | ------- |
| Flamengo            | 2020              | 14                  | 1                   | 0                   | 0                | 0                | 0                | 1                           | 0                           | 0                           | 0                  | 0                  | 0                  | 15    | 1     | 0       |
| Flamengo            | 2021              | —                   | —                   | —                   | —                | —                | —                | —                           | —                           | —                           | 3                  | 0                  | 0                  | 3     | 0     | 0       |
| Flamengo            | Total             | 14                  | 1                   | 0                   | 0                | 0                | 0                | 1                           | 0                           | 0                           | 3                  | 0                  | 0                  | 18    | 1     | 0       |
| Red Bull Bragantino | 2021              | 24                  | 0                   | 0                   | 1                | 0                | 0                | 4                           | 0                           | 1                           | 5                  | 0                  | 0                  | 34    | 0     | 1       |
| Red Bull Bragantino | 2022              | 32                  | 2                   | 1                   | 2                | 0                | 0                | 3                           | 0                           | 0                           | 7                  | 1                  | 0                  | 44    | 3     | 1       |
| Red Bull Bragantino | 2023              | 10                  | 0                   | 0                   | 2                | 0                | 0                | 4                           | 0                           | 0                           | 10                 | 0                  | 0                  | 26    | 0     | 0       |
| Red Bull Bragantino | Total             | 66                  | 2                   | 1                   | 5                | 0                | 0                | 5                           | 0                           | 1                           | 22                 | 1                  | 0                  | 104   | 3     | 2       |
| Napoli              | 2023–24           | 13                  | 0                   | 0                   | 1                | 0                | 0                | 6                           | 0                           | 1                           | —                  | —                  | —                  | 20    | 0     | 1       |
| Napoli              | Total             | 13                  | 0                   | 0                   | 1                | 0                | 0                | 6                           | 0                           | 1                           | 0                  | 0                  | 0                  | 20    | 0     | 1       |
| Total na carreira   | Total na carreira | 93                  | 3                   | 1                   | 6                | 0                | 0                | 12                          | 0                           | 2                           | 25                 | 1                  | 0                  | 142   | 4     | 3       |

- a. ^ Jogos da Copa do Brasil e Copa da Itália
- b. ^ Jogos da Copa Libertadores da América, Copa Sul-Americana e Liga dos Campeões da UEFA
- c. ^ Jogos do Campeonato Carioca e Campeonato Paulista

## Títulos

### Flamengo

#### Base
- Copa do Brasil Sub–17: 2018
- Supercopa do Brasil Sub-20: 2019
- Campeonato Brasileiro de Futebol Sub-20: 2019
- Campeonato Carioca Sub-20: 2019
- Torneio Otávio Pinto Guimarães: 2019

#### Profissional
- Campeonato Brasileiro: 2020
- Campeonato Carioca: 2020